# Прилуцький повіт

Прилуцький повіт Полтавської губернії на карті 1821 року

Прилуцький повіт — адміністративно-територіальна одиниця Полтавської губернії Російської імперії; Повітовий центр — місто Прилуки.

## Історія
Повіт утворено 1781 року у складі Чернігівського намісництва. У 1796 році увійшов до Малоросійської губернії (2-ого складу). 27 лютого 1802 року увійшов до Полтавської губернії. 1923 року повіт скасовано, а його землі увійшли до Прилуцького району Прилуцької округи.
Центр — м. Прилуки.

## Історія, адміністративно-територіальний устрій
Повіт на Півночі межував з Чернігівською губернією, на Заході — з Переяславським, на Півдні — з Пирятинським і Лохвицьким повітами та на Сході — з Роменським повітом Полтавської губернії. З півночного та східного боку межі нового повіту змінилися мало — відійшла тільки Талалаївка з хуторами до Ромен, пов. Пд. межа на карті нового повіту проведена у вигляді прямої лінії з Сх. від селища Шинок Рим вздовж р. Плинної і далі на Зх. до р. Удаю (поблизу Варви) та від Ладана до р. Супою. Невелика частина межі від гирла р. Рудої до Ладана проходила уздовж р. Удаю. Землі, розташ. на Південь від цієї межі, відійшли до Пирятинського та Лохвицького повітів. У той же час територія нового повіту з південно-західного боку значно збільшилася, тут межа пройшла уздовж р. Сулою і повертала на Північний Схід повз Вейсбахівку (з 1945 — Білорічиця) і Петрівку, котрі увійшли до складу нового повіту, до Хаєнок. Далі ця межа повертала на Схід, і, зробивши декілька вигинів, доходила до східної межі поблизу Займища.
З шести містечок у новому Прилуцькому повіті залишилося чотири (Іваниця, Ічня, Переволочна й Срібне). 1825 в повіті числилось, крім міста, 3 містечка (Іваниця, Переволочна , Срібне), 72 села, 17 сіл, 132 хутори й слобідки, всього 225 нас. пунктів.
1837 повіти поділені на стани, очолювані поліцейськими приставами. У Прилуцькому повіті було створено 3 стани з становими квартирами в Іваниці (1-й стан), Срібному (2-й стан) й Рудівці (3-й стан). До Іваницького стану входило 87 нас. пунктів, до Срібнянського — 55 і до Рудівського — 75. Поділ на 3 стани зберігся до 20 ст., але межі їх змінювалися.
У тому ж році царський уряд створив Міністерство державного майна, якому було доручено управляти державними селянами та козаками. Згідно з реформою 1837 існуючі волості були укрупнені — замість 8 створено 4 волості з волосними правліннями, розташованими у Ольшані, Березівці, Іванківцях, Дубовому Гаї. У період між 1808 та 1817 відбулися територіальні зміни Прилуцького повіту — містечко Ічня з хуторами, села Шняківка й Галиця та декілька інших населених пунктів відійшли до Чернігівської губернії. 1817 казенні селяни мешкали в Маціївській і Малодівицькій волостях та в Прилуцькому старостві, а козаки — в Подиській, Переволочнянській, Іванківській, Срібнянській, Іваницькій і Товкачівській волостях та в старостві Прилуцькому.
- 1846 населення повіту мешкало у 1-му місті, 3-х містечках, 81-му селі, 27-ми селах та 109 хуторах, всього 224 населених пунктів. За законом про реформу 1861 на селі запроваджена нова система органів управління селянами. Згідно з цим законом у Прилуцькому повіті створено 43 волосних правління тимчасовозобов'язаних селян і 8 волосних правлінь відомства Палати державного майна. У списках населених пунктів повіту за відомостями 1859 названі 59 нас. пунктів (без міста), в яких перелічено 108 підприємств. Загальна площа земель повіту в середині 19 ст. (до генерального межування) становила 292718 десятин.
- Січень 1864 вийшло «Положення» про органи місцевого господарського самоврядування — земські установи. На них були покладені обов'язки по будівництву шляхів, лікарень та шкіл, медична допомога тощо. До Прилуцького повітового земського зібрання обиралося (на 3 роки) 46 гласних: від землевласників 23, від міста 5 і від сільс. громад 18.
- 1866 вийшли два царські укази, згідно з якими існуючі волості тимчасовозобов'язаних селян і волості відомства Палати державного майна були скасовані. 1867 створено 16 нових волостей, улаштованих за адміністративно-територіальним принципом.

| 1-й стан (5 волостей) | Іваницька        | Іваниця     |
|                       | Бережівська      | Бережівка   |
|                       | Прилуцька        | Прилуки     |
|                       | Ольшанська       | Ольшана     |
|                       | Блотницька       | Блотниця    |
| 2-й стан (5 волостей) | Срібнянська      | Срібне      |
|                       | Переволочнянська | Переволочна |
|                       | Іванківська      | Іванківці   |
|                       | Сокиринська      | Сокиринці   |
|                       | Березівська      | Березівка   |
| 3-й стан (6 волостей) | Рудівська        | Рудівка     |
|                       | Богданівська     | Богданівка  |
|                       | Гнилицька        | Гнилиця     |
|                       | Малодівицька     | Мала Дівиця |
|                       | Турівська        | Турівка     |
|                       | Згурівська       | Згурівка    |

Наприкінці 1889 — на початку 1890 створена сімнадцята волость — Ряшківська. Поділ повіту на 17 волостей проіснував 6 років — у 1896 скасована Бережівська волость, а сама Бережівка увійшла до Іваницької волості.
- 1867 в повіті запроваджена сільська пошта.
- 1923 — 16 волостей, площа — 287708 десятин.
- 7.03.1923 повіт розформовано відповідно до указу ВУЦВК[1]

## Населення
- 1804 наліч. 52616 душ чол. статі податкового населення (15483 козаків, 31873 кріпаків, 1603 міщан, 58 купців та ін.);
- 1820 — 12886 дворів (93978 чол. — за винятком дворянства і духовенства), у тому числі 244 теслярі, 23 столярів, 71 коваль, 88 возівників, 132 мулярів, 40 чинбарів, 174 пасічників, 42 шаповалів, 106 кравців, 200 ткачів, 57 бондарів, 10 пічників, 15 шевців, 21 чумак, 20 візників, 1636 фабричних робітників;
- 1820 483 душі чол. статі дворян, які володіли 540 маєтками, та 33798 ревіз. душами кріпаків.
- 1861 — 19256 дворів, у яких мешкало 119282 чол.
- 1868 — 23277 дворів, у тому числі: козаки мали 6929 дворів, селяни державні — 1799, селяни-власники та тимчасовозобов'язані — 12843, солдати — 733, міщани — 298, дворяни — 381 і духовенство — 294 двори.;
- 1881 — 26272 двори (141813 чол.);
- 1900 — 32578 господарств (187972 чол.);
- 1910 — 37029 господарств (разом з Прилуками);
- 1923 — 183518 чол.[1]

## Релігія
- 1804 — 78 церков, 87 священиків, 166 церковнослужителів;
- 1858 — 78 церков, у тому числі 14 мурованих. Найбільші парафії були в Рудівці — 4744 та Згурівці — 4293 осіб.[1]

## Медицина
- 1869 земство в трьох пунктах (Рудівці, Іваниці, Іванківцях) уперше відкрило повітові лікарні.
- 1883 діяло чотири медичні дільниці: Прилуцька, Рудівська, Срібнянська та Іваницька; до кожної дільниці були прикріплені відповідні волості,
- 1891 налічувалось вже 5 медичних та 17 фельдшерських дільниць з 23 фельдшерами, 4 лікарні на 55 ліжок і одна приймальна палата без постійних ліжок, 4 аптеки і один склад ліків.
- 1900 створені 3 нові медичні дільниці — Блотницька, Переволочнянська й Турівська; збільшилася також кількість фельдшерських дільниць. Працювало 30 лікарів, 29 аптекарів, 96 фельдшерів і акушерів.[1]

## Освіта
В Україні майже до кінця 18 ст. народна освіта повністю перебувала в руках духівництва. При церквах існували школи, які давали учням обмежені знання — переважно основи церковно-слов'янської грамоти.
- 1843 Міністерство державного майна почало відкривати початкові школи в селах. У повіті відкриті парафіяльні школи у Березівці, Дубовому Гаї, Іванківцях і Ольшані.
- 1866 в Прилуках і повіті налічувалося 69 училищ та шкіл, у них навчалося 1530 хлопчиків і 74 дівчаток.
- 1877 в повіті навчалося вже 2911 хлопчики і 151 дівчаток.
- 1896 функціонували: Срібнянське двокласне сільське училище (105 хлопч. і 12 дівч.) Міністерства народної освіти, 50 громадсько-земських (народних) початкових училищ (4422 хлопчиків і 449 дівчаток), 51 церковнопарафіяльна школа і 19 шкіл грамоти.

Розвиток капіталізму стимулював зростання професійної освіти. У цей час почали виникати спеціальні ремісничі училища. У Дігтярях створено 1878 у подарованому Г. П. Ґалаґаном палаці п'ятикласне ремісниче училище з 134 учнями. При цьому училищі 1897 губернське земство заснувало ткацьку школу-майстерню для підготовки майстрів плахтово-перебірних виробів.
Прилуцький повіт наприкінці 19 ст. займав перше місце в губернії по охопленню навчанням дітей шкільного віку.

## Транспорт
Розвитку промисловості й торгівлі наприкінці 19 та на поч. 20 ст. сприяло будівництво залізниць. 1893 почався рух по вузькоколійній лінії Пирятин — Прилуки — Крути — Чернігів. На рубежі 19 й 20 ст. товарна станція Прилуки щорічно відправляла більш як 3 млн пудів вантажів (у тому числі 2 млн пудів хліба і 0,5 млн пудів тютюну), а одержувала їх понад 1,5 млн пудів.

## Торгівля
На рубежі 19 й 20 ст. У повіті щороку відбувалося 50 ярмарок.
На м'ясні продукти була встановлена такса (чого не було в інших повітах); яловичина першого сорту - 3,5 коп. за фунт; свинина, баранина, яловичина другого сорту - 2 коп. за фунт. Під час Великого посту м'ясо не продавалося.

## Промисловість, сільське господарство
У перш. пол. 19 ст. дещо швидше, ніж раніше, розвивалася обробка сільськогосподарської сировини й продуктів тваринництва, а також виробництво сукна.
- 1804 — діяли: 113 ґуралень, 86 пивоварень, 86 кузень, 185 водяних млинів, 717 вітряків.
- 1820 — мешканці повіту мали 4034 коней, 26919 голів великої рогатої худоби; діяло 156 водяних млинів, близько 1000 вітряків.

Суконні фабрики: фабрика, що належала дійсному статському раднику князю М. Б. Юсупову, в с. Ряшках (Ряшківська суконна мануфактура), на ній в 1844 р. виготовлено сукна:
- покращеного темнозеленого — 12.300 аршин на 11.076 рублів сріблом;
- чорного — 1.200 аршин на 1.020 рублів сріблом;
- звичайного темнозеленого — 1.450 аршин на 1.116 рублів сріблом;
- сірого — 6.050 аршин на 4.414 рублі сріблом;
- каразеї — 7.200 аршин на 1.224 рублі сріблом;
- селянського сукна — 2.100 аршин на 420 рублів сріблом.

1844 підприємство оснащене 165 ткацькими верстатами.
На фабриці робітників, майстрових та посадових осіб — усього 873 чол. Вироби постачалися в Київську комісаріатську комісію, а залишки продавалися у місті.
Друга фабрика повіту значно менших розмірів — в с. Охоньках, належала поміщику Троцині, на ній протягом 1845 р. виготовили:
- сукна темнозеленого і сірого, нижчого гатунку — 1.250 аршин на 625 рублів сріблом;

Майстрових і робітників — всього 26 осіб (чоловікі та жінок).
Третя невелика фабрика повіту належала Михайлу Милорадовичу, на ній того ж 1845 р. виготовили:
- сірого солдатського сукна — 500 аршин на 250 рублів сріблом.

При фабриці — 24 особи.
На території Полтавської губернії цукроваріння зародилося 1828. Дата побудови першої цукроварні у повіті невідома, але 1846 цукроваріння існувало уже в Срібному, Березівці, Замісті, Вернигорівщині, Ольшані, Жадьківці. Першими власниками цукроварень були поміщики М. Величко, Лукомський, О. Ріттер, Трифановська та ін. Вони займали панівне положення і у винокурній промисловості, якій належало перше місце серед галузей по обробці продуктів рослинництва. У 30-х рр. кількість винокурень (ґуралень) зменшилася до 75, а 1846 — до 27. Незважаючи на це, кількість виробленої ними продукції в кінці пер. пол. 19 ст. збільшилася. У повіті діяли також свічний та миловарний заводи, які 1846 виробили 100 пудів продукції. Вони належали поміщику Величку (с. Замостя).
У перші роки після реформи 1861 розвиток деяких галузей промисловості уповільнився. Це пояснюється ліквідацією кріпосної праці і заміною її вільнонайманою. Припинила існування Ряшківська суконна мануфактура. У перші роки після реформи в повіті ще було 5 цукроварень, але незабаром вони почали занепадати і 1872 припинили своє існування. За період 1871—1900 лише кількість вітряків з року в рік збільшувалася (з 1843 до 2441); приблизно на одному рівні залишалася кількість цегельних заводів (4 — 5), топчаків борошномельних (20 — 17) та кузень (207—178). Кількість всіх інших підприємств значно зменшилася. Пояснити це можна загальною промисловою кризою 1873–1886. Разом з тим у кінці 19 ст. зросла механізація виробництва в промисловості й сільському господарстві, про що свідчить збільшення числа парових котлів у повіті: 1895 їх було 21, 1896 — 31 , 1897 — 42.

## Видатні земляки
- П. П. Білецький-Носенко
- О. О. Колодуб
- М. І. Міхновський
- М. Ф. Яковченко